# Honningsvågtunnel
Der Honningsvågtunnel (norwegisch Honningsvågtunnelen) ist ein Verkehrstunnel in Norwegen auf der Insel Magerøya. Der einröhrige Straßentunnel liegt zwischen Indre Baklia und Kobbholet in der Kommune Nordkapp der Provinz Finnmark. Der Tunnel im Verlauf der Europastraße 69 ist 4440 Meter lang. Er ersetzte zusammen mit dem Nordkaptunnel die Fährverbindung Kåfjord–Honningsvåg.